# 허샹젠
허샹젠(중국어: 何享健, 1942년 ~ )은 중국의 기업인이다. 광둥성 포산시 순더구 출신으로 메이디 그룹의 설립자이다. 허샹젠은 2019년 9월 기준 재산 232억 달러로 재산 순위 중국 부호 6위에 올랐다.

## 경력
허샹젠은 1968년에 마을 주민들과 함께 폐비닐, 플라스틱을 모아 병뚜껑을 제조하여 판매하는 플라스틱 제조 기업을 설립했는데 이는 메이디 그룹의 효시가 된다. 메이디 그룹은 각종 기계 및 자동차 부품 등을 생산하는 기업이 되었고 1980년에는 선풍기 제조 사업, 1981년에는 에어컨 제조 사업에 진출하며 본격적인 가전제품 생산을 시작하게 된다.
허샹젠은 메이디 그룹의 회장을 역임하던 동안에 여러 개혁을 단행하였는데 1993년 지분 구조 개혁, 1997년 사업부 모델 개혁, 1999년 임직원 주시 배당제를 통한 분배 시스템 개혁이 그것이다. 2012년에는 팡훙보에게 메이디 그룹의 최고경영직을 위임하였다. 2018년 메이디 그룹은 전체 매출의 55%는 내수시장, 45%는 해외 시장에서 성과를 내는 글로벌 기업으로 성장하였다. 한편 2012년 허샹젠 회장은 팡홍보 현 회장에게 최고경영직을 위임하였다.